# Antonio Faustino dos Santos
Antônio Faustino dos Santos (Cabo de Santo Agostinho, 29 de julho de 1920 – Carapicuíba, 28 de junho de 2005) foi um militar e político brasileiro. Atuou como prefeito de Carapicuíba por dois mandatos e teve forte participação na história política e social da região oeste da Grande São Paulo, especialmente nos municípios de Barueri e Carapicuíba.

## Biografia
Nascido no estado de Pernambuco, filho de José Faustino dos Santos e Laura Josefa dos Santos. Em busca de melhores oportunidades, mudou-se para o estado de São Paulo, onde, em 29 de setembro de 1947, casou-se com Mathilde Braz no então subdistrito de Osasco, pertencente ao município de São Paulo. Estabeleceu-se em Barueri, onde iniciou uma trajetória marcada pela atuação militar, esportiva e, mais tarde, política.

## Carreira militar e esportiva
Ingressou no Exército Brasileiro, onde alcançou a patente de segundo-tenente. Foi transferido para os aquartelamentos de Barueri, o que marcou o início de sua ligação com a cidade. Paralelamente à vida militar, envolveu-se com o futebol local, tendo presidido a Liga Barueriense de Futebol em 1958. Entre 1957 e 1958, também ocupou a presidência da Casa do Sargento de São Paulo, período em que começou a se aproximar da vida pública e das articulações políticas regionais.

## Carreira política
Em 1958 concorreu ao cargo de deputado estadual pelo PSD nas Eleições estaduais em São Paulo em 1958. Apesar de não ter sido eleito, continuou atuando na política barueriense e ingressou no Partido Socialista Brasileiro de Barueri. Após uma mal sucedida candidatura a prefeitura de Barueri em 1961, ingressou no movimento emancipatório de Carapicuíba e transferiu-se para o PSP (maior partido paulista e líder dos movimentos de emancipação). No PSP se tornou 1º subsecretário da Sigla. 
Com a emancipação do município de Carapicuíba, o grupo de emancipadores se dividiu para a primeira eleição. Um grupo foi liderado pelo ex-prefeito de Barueri João Acácio de Almeida (militar como Faustino) e coube a Faustino a liderança dos emancipadores restantes. Com o Golpe de 1964, houve a ameaça do pleito não ser realizado. No entanto, ele foi adiado para 7 de março de 1965. Por ter se filiado a um partido de esquerda no início da década, Faustino dos Santos foi reformado compulsoriamente (com base no Ato Institucional n.º 1) pelo presidente Castello Branco em 31 de julho de 1964. No entanto, ele pôde concorrer nas eleições. Numa disputa acirrada,Antonio Faustino dos Santos venceu João Acácio de Almeida (candidato do regime militar) por 1573 votos a 1502, tornando-se o primeiro prefeito eleito de Carapicuíba

### 1ª Gestão (1965-1969)
Após eleito, Faustino dos Santos deu início a construção da máquina administrativa de Carapicuíba. Com a implantação do município, surgiram quatro estabelecimentos bancários no centro da nova cidade (superando a vizinha Barueri que, emancipada desde 1949, possuía apenas dois).
Com o crescimento da metrópole de São Paulo, os prefeitos da região oeste (Osasco, Carapicuíba, Barueri, Jandira, Itapevi e Santana de Parnaíba) se uniram na criação de um consórcio regional em 1967, tendo Carapicuíba participado da iniciativa., Apesar de ter se tornado posteriormente inócua, lançou as bases para futuras iniciativas como a Câmara Oeste (1998) e o Cioeste-Consórcio Intermunicipal da Região Oeste Metropolitana de São Paulo (2013).
Em 1968 a Companhia Metropolitana de Habitação de São Paulo (Cohab-SP) iniciou a construção dos primeiros conjuntos habitacionais da cidade, através de parceria com a prefeitura.

### Entre Mandatos
Posteriormente Faustino dos Santos apresentou candidatura pelo MDB nas eleições de 1972. Seus adversários, ligados à Arena, denunciaram a cassação dos seus direitos com base na reforma compulsória ocorrida em 1964. Faustino teve a candidatura barrada pelo TSE (que usou a decisão de reforma para alegar direitos políticos cassados) e recorreu ao Supremo Tribunal Federal. Naquela eleição acabou eleito João Acácio de Almeida, seu adversário em 1965, da Arena. Posteriormente, o TSE decidiu por 5 votos a 4 que Faustino dos Santos não poderia se candidatar por ter seus direitos políticos cassados por dez anos (em 1980 acabou anistiado e reintroduzido no Exército e aposentado como Capitão). 
Quando a pena de cassação foi considerada extinta, concorreu ao cargo de deputado estadual nas Eleições estaduais em São Paulo em 1974. Em Carapicuíba enfrentou a concorrência do ex-prefeito Amós Meucci. Com isso, as duas candidaturas do MDB dividiram recursos e votos e acabaram não se elegendo. Mesmo com a derrota, Faustino dos Santos conseguiu articular o MDB carapicuibano para se lançar candidato à prefeito nas eleições de 1976.
A Arena, do prefeito Acácio de Almeida, lançou três candidatos a prefeitura. O principal deles era o ex-prefeito de Barueri Carlos Capriotti. O MDB lançou, além da candidatura de Faustino dos Santos, a de Luiz Carlos Neves (futuro prefeito da cidade). A perseguição do prefeito Acácio de Almeida ao ex-prefeito e membro do MDB Amós Meucci monopolizou a campanha eleitoral. No pleito, realizado em 15 de novembro de 1976, Faustino dos Santos venceu com 10.776 votos enquanto que o segundo colocado Carlos Capriotti obteve 3.622. Com a vitória, Faustino dos Santos se tornou o primeiro prefeito reeleito em Carapicuíba.

### 2ª Gestão (1977-1982)
A segunda gestão de Faustino dos Santos foi afetada pelos problemas advindos do crescimento desordenado de Carapicuíba. Ao mesmo tempo, a gestão anterior não colaborou devidamente com a Cohab. Dessa forma, em 1978, haviam 160 mil pessoas vivendo nos conjuntos habitacionais da companhia em Carapicuíba sem pavimentação de vias, ligações de água, esgoto, eletricidade, postos de saúde, e linhas de ônibus regulares. Isso provocou protestos da população residente e acusações de corrupção de alguns vereadores contra o recém empossado diretor de obras da cidade (que processou os vereadores por calúnia e difamação).
A resposta de Faustino a esses problemas desagradou boa parte da população, principalmente em relação à pavimentação. Até então, a prefeitura contratava empreiteiras para pavimentar as vias da cidade e cobrava valores módicos dos moradores (por puro populismo) e completava o restante. Com isso o caixa da cidade encontrava-se combalido em 1978. Assim, Faustino dos Santos resolveu cobrar valores mais altos dos moradores para a custear a pavimentação. A medida provocou críticas e protestos por parte da população.
Em 1978 foi iniciado o projeto de um novo acesso viário à Rodovia Castello Branco. Com a construção do viaduto sobre os trilhos da Linha Oeste da Fepasa (atual viaduto Vereador Jorge Julian) pelo estado, Faustino projetou a futura Avenida Consolação-concluída apenas na gestão de Luiz Carlos Neves.
Em 1982, resolvendo candidatar-se ao cargo de deputado estadual, Faustino teve que se desincompatibilizar, de acordo com a legislação eleitoral, assumindo o vice-prefeito, prof. Altino da Rocha Mendes, que administrou o município pelo espaço de menos de 4 meses.

### Após a prefeitura
Nas Eleições estaduais em São Paulo em 1982 Fuastino alcançou 20.283 votos, ficando em 91º lugar no PMDB (apenas os 42 primeiros se elegeram).. Aos 60 anos, iniciou o curso de direito, graduando-se bacharel em 1983. Com isso, foi nomeado em  29 de março de 1983 pelo governo Montoro assessor jurídico do Fundo Metropolitano de Financiamento e Investimento (Fumefi) Faustino exerceu o cargo no Fumefi até 16 de julho de 1986. Posteriormente atuou como assessor jurídico comissionado da Fepasa na gestão Quércia.. 
Após deixar o cargo, transferiu-se do PMDB (onde encontrava-se filiado desde os primórdios do partido na década de 1960) para o PFL e concorreu ao cargo de vereador em Carapicuíba. Nas eleições municipais de 1992 foi eleito parta a 7ª Legislatura com 448 votos, sendo o único membro do PFL na câmara. Sua atuação e articulação fizeram com que se tornasse presidente da Câmara Municipal no biênio 1995/1996.
Após o final do mandato, deixou a vida pública e faleceu em Carapicuíba em 28 de junho de 2005.